# Nová Cerekev
Nová Cerekev település Csehországban, a Pelhřimovi járásban. Nová Cerekev Těmice, Ondřejov, Lidmaň, Leskovice, Moraveč, Ústrašín, Dubovice, Pelhřimov, Střítež és Čížkov településekkel határos. Lakosainak száma 1153 fő (2024. január 1.).

## Népesség
A település lakosságának változását az alábbi diagram mutatja:
| Lakosok száma | 2407 | 2471 | 2284 | 1730 | 1403 | 1183 | 1095 | 1106 | 1138 | 1153 |
|               | 1869 | 1890 | 1921 | 1950 | 1980 | 2001 | 2017 | 2019 | 2022 | 2024 |